# رينات شتيخر
رينات شتيخر (Renate Stecher) هي لاعبة أولمبية لرياضة ألعاب القوى من ألمانيا الشرقية. شاركت في الأولمبياد الصيفي في 1972–1976، وفازت بما مجموعه 6 ميداليات.

## الميداليات
| ذهب | فضة | برونز | المجموع |
| 3   | 2   | 1     | 6       |

## روابط خارجية
- رينات شتيخر على موقع الاتحاد الدولي لألعاب القوى (الإنجليزية)
- رينات شتيخر على موقع أوليمبيديا (الإنجليزية)